# Montescot
Montescot  es una  localidad y comuna francesa, situada en el departamento de Pirineos Orientales, región de Languedoc-Rosellón y comarca histórica del Rosellón, en una zona tradicionalmente vitivinícola.
Sus habitantes reciben el gentilicio de montescotois. Pasó a ser posesión francesa luego de la firma del Tratado de los Pirineos donde fue cedida por España.

## Demografía
| 214 | 221 | 471 | 612 | 1128 | 1375 |
| Para los censos de 1962 a 1999 la población legal corresponde a la población sin duplicidades (Fuente: INSEE [Consultar]) |     |     |     |      |      |

## Lugares de interés
- El Mas de Avalrich con sus antiguas cavas de Montescot